# Jürgen Lüdicke
Jürgen Lüdicke (* 17. November 1956 in Duisburg; † 27. Januar 2020 in Hamburg) war ein deutscher Jurist und Hochschullehrer.

## Biografie
Lüdicke zog nach der Promotion 1985 zum Dr. iur. an der Universität Bonn nach Hamburg. Noch im selben Jahr nahm er dort seine Tätigkeit bei Price Waterhouse – jetzt PricewaterhouseCoopers – auf, wo er 1992 zum Partner ernannt wurde.
Zudem lehrte Lüdicke seit 1999 als ordentlicher Professor (Teilzeitprofessur) am Lehrstuhl für Internationales Steuerrecht am Institut für Ausländisches und Internationales Finanz- und Steuerwesen der Universität Hamburg.
2019 wurde er durch die von Dietmar Gosch, Arne Schnitger und Wolfgang Schön herausgegebene Festschrift für Jürgen Lüdicke gewürdigt. Er starb nach langer, schwerer Krankheit am 27. Januar 2020.

## Schriften (Auswahl)
- Kostenerstattungsansprüche in steuer- und abgabenrechtlichen Vorverfahren. Köln 1986, ISBN 3-504-64202-5.
- Überlegungen zur deutschen DBA-Politik. Baden-Baden 2008, ISBN 3-8329-3273-9.
- zusammen mit John F. Avery Jones: The Origins of Article 5(5) and 5(6) of the OECD Model, IBFD's World Tax Journal, Vol. 6, No. 3 (2014).
- als Herausgeber: Neue Grenzen für die internationale Steuerplanung?. Köln 2014, ISBN 3-504-61543-5.
- als Herausgeber: BEPS – Herausforderungen für die Unternehmen. Köln 2015, ISBN 3-504-61544-3.